# Gladiolus canaliculatus
Gladiolus canaliculatus är en irisväxtart som beskrevs av Peter Goldblatt. Gladiolus canaliculatus ingår i släktet sabelliljor, och familjen irisväxter. Inga underarter finns listade i Catalogue of Life.